# Білл Мар
Вільям «Білл» Мар (молодший) (англ. William Maher, Jr.) — американський комік, актор, письменник і продюсер. В Сполучених Штатах він став відомим завдяки сатиричним коментарям про соціально-політичне життя США в рамках власної програми на телестудії ABC «Політично некоректно».

## Життєпис
Білл Мар народився 20 січня 1956 у змішаній ірландсько-єврейській родині в м. Нью-Йорк. Його батько працював на радіостанції, спочатку редактором новин, а пізніше диктором. Своє дитинство він провів у м. Рівер Вейл, штат Нью-Джерсі. Після закінчення середньої школи Білл поступив до Корнельського університету, де він отримав ступінь бакалавра з англійської мови. Незадовго після закінчення університету Білл почав виступати в комедійних клубах, де його гумористичні скетчі почали користуватися дедалі більшою популярністю. Успіх в комедійних клубах призвів до запрошень на комедійні телевізійні шоу, де його популярність почала стрімко зростати. Окрім імпровізаційної комедії Мар також знявся в декількох епізодичних ролях в кіно та на телебаченні.
В середині 1980-х Білл Мар почав дедалі частіше з'являтися в ролі виконавця комедійних номерів у численних телевізійних програмах і його ім'я стало відомим американській аудиторії. У 1993 р. з'явилася його власна комедійна програма «Політично некоректно» на комедійному каналі, в якій він давав гостро сатиричні коментарі на події в країні та світі. Часом сатиричні коментарі були занадто радикальні для керівництва телекомпанії. Зокрема, його висловлювання про те, що терористи, які скоїли напади на Всесвітній торговельний центр 11 вересня 2001 не були боягузами викликала невдоволення аудиторії та глядачів, деякі спонсори припинили замовлення на рекламу в передачі. Це призвело до закриття програми 16 червня 2002 року. Попри це, за 6 днів після закриття програми Білл Мар отримав нагороду за «відстоювання свободи слова» від Прес-клубу Лос-Анжелеса.
Нова програма «В реальному часі з Біллом Маром» з'явилася у 2003 р. Вона мала дещо схожий формат до попередньої — в рамках цієї програми Мар продовжував давати сатиричні коментарі на події в США і зокрема зосереджуватися на діяльності президента Буша. Для участі в дискусіях запрошувалися видатні особи Сполучених Штатів, та відомі особистості, зокрема багато провідних акторів та політиків США. Програма користувалася великою популярністю і транслювалася окрім кабельного телебачення в інтернеті, деякі теми і скетчі вийшли окремими диском. За 16 років існування «В реальному часі з Біллом Маром» програма практично не змінила формат. Білл Мар лишається ведучим та продюсером, а він та його програма щороку номінуються на Primetime Emmy Awards і отримали 60 номінацій та 2 нагороди.
Крім участі у власній телевізійній програмі Білл Мар також часто з'являється гостем в інших програмах та ток-шоу, продовжує виступати з комедійними номерами і дописує критичні коментарі в американській пресі. Білл Мар також дуже активний в політичному житті країни, здебільшого виступає з критикою адміністрації Джорджа Буша та підтримував на виборах кандидатів від Демократичної партії.

## Політичні погляди
Білл Мар відомий своїми ліберальними поглядами та критикою релігії. Зокрема, він неодноразово висловлювався за легалізацію одностатевих шлюбів, проституції та легких наркотиків, таких як марихуана. Він також неодноразово підтримував заходи для захисту довкілля і критикував уряд США з цього питання. У своїх висловлюваннях він також піддавав критиці систему охорони здоров'я в США і зокрема надмірний, на його думку, вплив фармацевтичної індустрії. Стосовно смертної кари, абортів та евтаназії він жартівливо характеризує свою позицію як «прибічника смерті», тобто повністю підтримує їх.
У своїх політичних уподобаннях Мар часто підтримує кандидатів від Демократичної партії США, хоча іноді висловлювався в підтримку республіканців, які мали відмінні точки зору від решти партії. У своїх висловлюваннях він був найкритичнішим стосовно політики президента Буша, зокрема війни в Іраку, та низки внутрішніх питань. Під час президентських виборів 2004 року він підтримував Джона Керрі і активно виступав проти переобрання Джорджа Буша.
Під час передвиборчої кампанії та з приходом до влади адміністрації президента Дональда Трампа Мар залишився жорстким критиком Республіканської партії і взірцевим сучасним лібералом, виступаючи за збереження довкілля, свободу слова та зібрань, легалізацію наркотиків, контроль над зброєю, медичне обслуговування та освіту для усіх, права жінок, права меншин тощо.
Найбільш контроверсійним і відомим є відношення Білла Мара до релігії, яку він вважає неврологічним розладом. Він, зокрема стверджує, що релігія є причиною багатьох негараздів сьогодення і багатьох соціальних проблем людства.
Під час російського вторгнення в Україну 24 лютого 2022 року висловив підтримку народу України та повагу президентові України Володимиру Зеленському: «Він комік, він один з нас і він найвідоміший у всьому світі. І він вимовив таку напрочуд пристрасну промову перед нашим конгресом. Він сказав, що ви гадки не маєте, коли ваша столиця знаходиться в облозі. То була неймовірна промова. І знову від коміка. Як чудово, що він навів аргументи на користь військової допомоги, демократії та порівняв напад на його країну з Перл-Харбором».